# برونو فورت
برونو فورت (بالإيطالية: Bruno Forte)‏ هو أستاذ جامعي إيطالي، ولد في 1 أغسطس 1949 في نابولي في إيطاليا.